# Боратичі
Бора́тичі — село в Україні, у Яворівському районі Львівської області. Населення - ▼202 особи. Орган місцевого самоврядування - Шегинівська сільська рада.

## Храм
У кінці населеного пункту стоїть дерев`яна церква Преображення Господнього громади ПЦУ. Найдавніші відомості про місцевий храм походять з документів 1507 року. Ерекційний акт парафії надав у 1680 році дідич Яків Бельхацький. Попередня дерев`яна церква, яка в документах 1805 року згадується як стара, пропала під час Першої світової війни. У 1921 році збудували існуючий дерев`яний храм.
Будівля хрещата у плані, з півночі та півдня має прибудовані до вівтаря ризниці, а до бабинця зі сходу - присінок. Якщо подивитися на церкву зблизька, погляд неодмінно зупиниться на вхідних, цікаво декорованих  дверях. На стіні, праворуч, висить табличка страхового товариства «Дністер». Двері і табличка оригінальні. На схід від церкви стояла дерев`яна одноярусна дзвіниця, внизу захищена дашком, а накрита шатровим верхом. Кажуть, вона збудована без жодного цвяха. Її передали до музею, а на її місці збудували нову муровану дзвіницю.

## Рослинність
Село Боратичі дуже красиве, мальовниче та колоритне. Тут надзвичайно мальовнича природа. Боратичі мають прекрасні краєвиди та чудові ліси, по котрим гуляти можна цілу вічність і це не набридне. Мішані ліси що розкинулися навколо села захоплюють людину своїм спокоєм та тишею, котра порушується зрідка мешканцями лісу. Також тут ростуть багато унікальних видів лікарських рослин, котрі з давніх-давен гуцули використовували для лікування та профілактики майже всіх хвороб.
Оскільки в Боратичах ліси займають більшу частину всього села, виникла серйозна екологічна проблема – їх вирубка. Серед основних причин, що спонукають населення незаконно вирубати ліс – безробіття і низький рівень життя. Поки люди, як уміють, заробляють на шматок хліба, від випилювання лісу страждають рекреаційні зони, руйнуючи тим самим і унікальну екосистему, і туристичний потенціал села. Ще однією, не менш важливою проблемою, у зв’язку з вивезенням вирубки,  є розбита дорога, яка знищується лісовозами.
Ліси навколо села Боратичі дійсно варті уваги, таку красу можна рідко де побачити. Особливо там  де тисовий ліс межує з полянами, коли виходиш на одну з них, то здається, що після лісу потрапляєш у інший не менш прекрасний світ. Поляни оточені майже суцільними парослями гілок дерев, і здається, що знаходишся в дворі, котрий оточений суцільною стіною. Запашні трави піднімаються майже до поясу, утворюючи м'який килим, на котрому можна спати, не боячись застуди.
У Боратичах ростуть рослини, які занесені до Червоної книги. Серед них Нарцис вузьколистий (гр. п’янкий), що росте в лузі неподалік від ставка. Проте якщо минулі роки його там було багато, то уже в 2015 р. було всього – на всього два кущика. Також є Підсніжник звичайний. У Боратичах таких рослин вистачає. Буває вийдеш на галявину в лісі – і ніде ступити, скрізь ростуть білосніжні підсніжники. Але з кожним роком їх стає все менше і менше.
У селі недалеко від лісу розкинулись два невеликі ставки. Але в деякий час там спостерігається застій і цвітіння води, що можливо загублює рибу і знижує якість водойми.	«Цвітіння» води в ставках — не що інше, як інтенсивне розмноження найпростіших водоростей. Вони присутні і в звичайній воді, тільки в меншій кількості. А ось, якщо умови для розмноження сприятливі: велика кількість сонячного світла, поживних речовин і досить висока температура, то водорості починають розмножуватися, заповнюючи весь вільний простір. Під спекотними сонячними променями водорості швидко розкладаються і, звільняючи пігмент фікоціан, забарвлюють воду в синій колір. Дуже шкідливим є надмірне «цвітіння», яке значно погіршує умови життя у водоймах. Шар води, що «цвіте», який досягає 10-15 см завтовшки може провокувати виникнення задухи риби, і як наслідок – її загибелі.
Якість ставків значно погіршується через вплив людського фактору. Мешканці села інколи створюють смітники на берегах, викидають відходи життєдіяльності у водойми.
Отже, оскільки село Боратичі віддалене від автомобільної траси, має невелику кількість населення, мальовничу природу.